# Eunicella pillsbury
Eunicella pillsbury är en korallart som beskrevs av Manfred Grasshoff 1992. Eunicella pillsbury ingår i släktet Eunicella och familjen Gorgoniidae. Inga underarter finns listade i Catalogue of Life.